# Ascona
L'ascona és un tipus d'arma llancívola (com una llança curta), que es llançava per ferir a distància. Solia ser usada, per exemple, pels almogàvers, que la llançaven abans d'entrar en la lluita cos a cos.

## Etimologia
La paraula podria venir de la paraula basca azkon, que significa 'sageta'.